# Acropsylla girshami
Acropsylla girshami är en loppart som beskrevs av Hamilton Paul Traub 1950. Acropsylla girshami ingår i släktet Acropsylla och familjen smågnagarloppor. Inga underarter finns listade i Catalogue of Life.